# Bogstedt
Bogstedt är ett efternamn som kan syfta på ;
- Ernfrid Bogstedt (1908-1989), svensk konstnär och porträttfotograf. Farbror till Stefan Bogstedt
- Stefan Bogstedt, svensk före detta musiker, var grundare av popgruppen Fake.